# Matchless Model 5 6 HP Twin
Het Matchless Model 5 6 HP Twin was een motorfiets die het Britse merk Matchless in 1912 op de markt bracht.

## Voorgeschiedenis
Matchless was in 1878 opgericht als rijwielfabriek door Henry Herbert Collier. In 1899 begon Collier te experimenteren met clip-on motoren van De Dion, die hij eerst boven het voorwiel, later onder het zadel en uiteindelijk bij de trapperas monteerde. In de loop van de jaren nul werd een flink aantal motorfietsmodellen gebouwd, altijd met inbouwmotoren van andere bedrijven, zoals MMC, MAG, Antoine, White & Poppe en vooral JAP. Collier's zoons Harry (1884) en Charlie (1885) kwamen al op jonge leeftijd in het bedrijf en zorgden voor veel reclame in de motorsport. Zij waren de mede-initiatiefnemers van de Isle of Man TT, die ze beiden (Charlie 2x en Harry 1x) wisten te winnen met motorfietsen uit het eigen bedrijf. Rond 1909 waren ze ook al betrokken bij de ontwikkeling van nieuwe modellen, waaronder hun eigen racemotoren. In 1912 ontwikkelden de broers al hun eigen motorblokken. Onder de eerste modellen waren de modellen 5 6 HP Twin en 5 8 HP Twin.

## Model 5 6 HP Twin
Het Model 5 6 HP Twin was een van de twee typen Model 5. Het andere was het veel zwaardere 964cc-Model 5 8 HP Twin. Er was al eerder een 6 pk-model, de Matchless 6 HP, maar het Model 5 6 HP Twin was niet de opvolger. De Matchless 6 HP was namelijk een zijspantrekker en die taak werd in 1912 overgenomen door het Model 7 8 HP Twin.
Het Model 5 6 HP Twin was net als alle 1912-modellen eenvoudig geconstrueerd. Het had een open brugframe waarin de motor aan de voor- en achterkant bevestigd was. Aan de voorkant zat een girdervork met centrale veer, het achterframe was ongeveerd. De Bosch-ontstekingsmagneet was de dure uitvoering met kogellagers en de voorontsteking werd geregeld via een draaistang naast de tank. De standaard overbrenging van de riemaandrijving was 4:1, maar de krukaspoelie was verstelbaar en zorgde voor een variabele overbrengingsverhouding van 3¼ tot 5:1, de "Matchless Adjustable Gear". Men kon de "schakelmogelijkheden" nog uitbreiden tot zes versnellingen, wat 10 gienjes extra kostte, een tweeversnellingsnaaf in het achterwiel was voor 12 gienjes te koop en een free engine hub kostte 6 gienjes extra. Matchless garandeerde dat de machine zonder extra kosten alle hellingen in Engeland kon nemen, maar dat zei niets over de heuvels in Schotland, Wales of het eiland Man. Aan de voorkant zat een handbediende velgrem, achter een voetbediende belt rim brake.
De basisprijs van het Model 5 6 HP Twin was 54 gienjes, slechts één gienje goedkoper dan het 964,7cc-Model 5 8 HP Twin.